# جاك ماكدورمان
جاك ماكدورمان (بالإنجليزية: Jake McDorman)‏ (من مواليد 8 يوليو 1986) هو ممثل سينما وتلفزيون أمريكي.

## وصلات خارجية
- جاك ماكدورمان على موقع IMDb (الإنجليزية)
- جاك ماكدورمان على موقع ألو سيني (الفرنسية)
- جاك ماكدورمان على موقع أول موفي (الإنجليزية)
- جاك ماكدورمان على موقع إن إن دي بي (الإنجليزية)
- جاك ماكدورمان على موقع قاعدة بيانات الفيلم (الإنجليزية)
- جاك ماكدورمان على موقع كينوبويسك (الروسية)

- جاك ماكدورمان في قاعدة بيانات الأفلام على الإنترنت.